# Sibongile Mlambo
Sibongile Mlambo (25 de junio de 1990) es una actriz zimbabuense radicada en Estados Unidos. Es conocida por protagonizar Lost in Space de Netflix, la serie de televisión de aventuras históricas de Starz Black Sails y las películas Honey 3 y The Last Face. También por su papel de Tamora Monroe en la serie de televisión de MTV Teen Wolf, como Donna en la serie de televisión de Freeform Siren y por interpretar a Melusi en el juego multijugador de Ubisoft Tom Clancy's Rainbow Six: Siege.

## Biografía

### Infancia y juventud
Sibongile Mlambo nació el 25 de junio de 1990, en Zimbabue su padre Vukile Mlambo es médico y su madre Rudo Mlambo es diseñadora, además tiene una hermana mayor Nomsa Mlambo también actriz, quien la inspiró para emprender la misma carrera y un hermano gemelo Bongani Mlambo, que es productor y director de fotografía. Es famoso por sus trabajos en All Creatures Here Below, Upstream Color y Woodshock.
Dejó Zimbabue en 2005 para continuar su educación en los Estados Unidos, ha vivido en Texas, Nueva York y brevemente en España. En 2011, Mlambo se mudó a Sudáfrica donde trabajó en Johannesburgo y Ciudad del Cabo durante algunos años, luego regresó a los Estados Unidos, instalándose en Los Ángeles.
Durante sus años de estudiante en la Universidad Metodista del Sur en Texas (Estados Unidos) estudió francés y español y tiene experiencia en danza.

### Carrera
Comenzó su carrera en el mundo de la actuación en comerciales de televisión cuando aún estaba en Zimbabue. Ha sido el rostro de las campañas de Nivea en África. En 2007, Mlambo fue la segunda princesa en el certamen de belleza Miss Zim-USA 2007.
Su primer papel como actriz fue en 1997 en la película infantil Kini and Adams. En 2012, retomó su carrera, inicialmente en papeles de invitada en la televisión estadounidense, incluido en series como Strike Back, Beaver Falls, Mad Dogs y Homeland. Además, interpretó papeles menores en películas como Ladygrey, While You Were not Looking, To Kill a Man - No way back, The Last Face o Message from the King. En 2016, interpretó su primer papel protagonista como Ishani Mfeke en la película de baile Honey 3: Dare to Dance.
Entre 2014 y 2017, interpretó a Eme en la serie Black Sails, su primera serie internacional, rodada en Sudáfrica. También apareció en la serie de televisión estadounidense creada por Jeff Davis para MTV Teen Wolf como Tamara Monroe en el 2017. En 2018, tuvo un papel secundario como Ángela Goddard en la primera temporada de la serie de Netflix Lost in Space. Ese mismo año, asumió uno de los papeles principales en la serie Siren como Donna. En 2021, Mlambo actuó como estrella invitada en el episodio Painkiller de la serie Black Lightning como Maya Odell.

## Filmografía

### Películas
| Año  | Título                    | Papel                     | Notas                   | Ref. |
| ---- | ------------------------- | ------------------------- | ----------------------- | ---- |
| 1997 | Kini and Adams            | Bongi                     |                         |      |
| 2012 | Half Good Killer          | Aída                      | Cortometraje            |      |
| 2013 | Felix                     | Bailarina                 | como Sibo Mlambo        |      |
| 2015 | Back to School Mom        | Beth                      |                         |      |
| 2015 | Ladygrey                  | Estelle                   |                         |      |
| 2015 | While You Weren't Looking | Estudiante femenina       | Película sudafricana    |      |
| 2016 | Message From The King     | Bianca                    |                         |      |
| 2016 | Detour                    | Recepcionista de MGM      |                         |      |
| 2016 | Honey 3: Dare to Dance    | Ishani                    | directamente para video |      |
| 2016 | The Last Face             | Assatu                    |                         |      |
| 2017 | New Haven                 | Astou Niang Diallo        | Cortometraje            |      |
| 2017 | Mbomvu                    | Woman in White            | Cortometraje            |      |
| 2018 | Under the Silver Lake     | Compañera de cuarto rubia |                         |      |
| 2019 | Shadow Wolves             | Zora                      |                         |      |
| 2019 | Afrika is a Country       | Blue Woman                | Cortometraje            |      |
| 2021 | Take Back the Night       | Reportera                 |                         |      |

### Televisión
| Año       | Título               | Papel                  | Notas                                                        | Ref.   |
| --------- | -------------------- | ---------------------- | ------------------------------------------------------------ | ------ |
| 2009      | America's Got Talent | Ella misma             | Concursante                                                  |        |
| 2012      | Beaver Falls         | Animadora              | Episodio: #2.4                                               |        |
| 2012      | Strike Back          | Anfitriona             | Episodio: «Vengeance, Part 3»                                |        |
| 2013      | Mad Dogs             | Detective              | Episodio: #3.1                                               |        |
| 2014–2017 | Black Sails          | Eme                    | Papel recurrente; 10 episodios                               |        |
| 2014      | Homeland             | Jackie Marr            | Episodio: «Shalwar Kameez»                                   |        |
| 2015      | Jamillah and Aladdin | Lavandera              | como Sibo Mlambo                                             |        |
| 2017      | Teen Wolf            | Tamora Monroe          | Papel recurrente; 9 episodios                                | [ 9 ]  |
| 2018-2019 | Siren                | Donna                  | Papel principal; 10 episodios                                | [ 2 ]  |
| 2018–2019 | Lost in Space        | Ángela Goddard         | Papel recurrente (temporada 1) Papel principal (temporada 2) |        |
| 2018      | MacGyver             | Nasha                  | Papel recurrente; 3 episodios                                |        |
| 2019      | Dark/Web             | Amy                    | Papel principal; 8 episodes                                  |        |
| 2020      | God Friended Me      | Lulu                   | Episodio: «The Princess and the Hacker»                      |        |
| 2020      | Lovecraft Country    | Tamara                 | 2 episodios                                                  |        |
| 2021      | Black Lightning      | Maya Odell             | Episodio: «Painkiller»                                       | [ 10 ] |
| 2021-2022 | Roswell, New Mexico  | Anatsa                 | Papel recurrente; 10 episodios                               |        |
| 2023      | Florida Man          | Clara                  | Papel recurrente; 5 episodios                                | [ 11 ] |
| 2023      | The Blacklist        | Aissa Joachim de joven | Episodio «Dr. Michael Abani (N.º 198)»                       |        |

## Premios y nominaciones
| Año  | Premio                                | Premio         | Resultado | Refs.  |
| ---- | ------------------------------------- | -------------- | --------- | ------ |
| 2016 | Zimbabwe International Women's Awards | Actriz del año | Nominada  | [ 12 ] |

## Videojuegos
| Año  | Título                          | Papel  | Notas | Refs. |
| ---- | ------------------------------- | ------ | ----- | ----- |
| 2020 | Tom Clancy's Rainbow Six: Siege | Melusi | Voz   |       |